# Christian Nørgaard
Christian Thers Nørgaard (sinh ngày 10 tháng 3 năm 1994) là một cầu thủ bóng đá chuyên nghiệp người Đan Mạch hiện đang thi đấu ở vị trí tiền vệ phòng ngự cho câu lạc bộ Premier League Arsenal và đội tuyển bóng đá quốc gia Đan Mạch.

## Thống kê sự nghiệp

### Câu lạc bộ
Tính đến ngày 13 tháng 11 năm 2022
| Club            | Season       | League            | League | League | National Cup | National Cup | League Cup | League Cup | Europe | Europe | Other | Other | Total | Total |
| Club            | Season       | Division          | Apps   | Goals  | Apps         | Goals        | Apps       | Goals      | Apps   | Goals  | Apps  | Goals | Apps  | Goals |
| --------------- | ------------ | ----------------- | ------ | ------ | ------------ | ------------ | ---------- | ---------- | ------ | ------ | ----- | ----- | ----- | ----- |
| Lyngby BK       | 2011–12      | Danish Superliga  | 1      | 0      | 0            | 0            | —          | —          | —      | —      | —     | —     | 1     | 0     |
| Hamburger SV II | 2011–12      | Regionalliga Nord | 6      | 1      | —            | —            | —          | —          | —      | —      | —     | —     | 6     | 1     |
| Hamburger SV II | 2012–13      | Regionalliga Nord | 16     | 1      | —            | —            | —          | —          | —      | —      | —     | —     | 16    | 1     |
| Hamburger SV II | Total        | Total             | 22     | 2      | —            | —            | —          | —          | —      | —      | —     | —     | 22    | 2     |
| Hamburger SV    | 2012–13      | Bundesliga        | 0      | 0      | 0            | 0            | —          | —          | —      | —      | —     | —     | 0     | 0     |
| Brøndby         | 2013–14      | Danish Superliga  | 13     | 0      | 0            | 0            | —          | —          | —      | —      | —     | —     | 13    | 0     |
| Brøndby         | 2014–15      | Danish Superliga  | 21     | 3      | 3            | 1            | —          | —          | 1      | 0      | —     | —     | 26    | 4     |
| Brøndby         | 2015–16      | Danish Superliga  | 16     | 0      | 4            | 0            | —          | —          | 4      | 0      | —     | —     | 25    | 0     |
| Brøndby         | 2016–17      | Danish Superliga  | 31     | 4      | 4            | 1            | —          | —          | 8      | 0      | —     | —     | 27    | 5     |
| Brøndby         | 2017–18      | Danish Superliga  | 34     | 1      | 4            | 1            | —          | —          | 3      | 0      | —     | —     | 41    | 2     |
| Brøndby         | 2018–19      | Danish Superliga  | 1      | 0      | —            | —            | —          | —          | 0      | 0      | —     | —     | 1     | 0     |
| Brøndby         | Total        | Total             | 116    | 8      | 15           | 3            | —          | —          | 16     | 0      | —     | —     | 147   | 11    |
| Fiorentina      | 2018–19      | Serie A           | 6      | 0      | 0            | 0            | —          | —          | —      | —      | —     | —     | 6     | 0     |
| Brentford       | 2019–20      | Championship      | 42     | 0      | 0            | 0            | 0          | 0          | —      | —      | 3     | 0     | 45    | 0     |
| Brentford       | 2020–21      | Championship      | 17     | 0      | 0            | 0            | 4          | 1          | —      | —      | 1     | 0     | 22    | 1     |
| Brentford       | 2021–22      | Premier League    | 35     | 3      | 1            | 0            | 2          | 0          | —      | —      | —     | —     | 38    | 3     |
| Brentford       | 2022–23      | Premier League    | 5      | 1      | 0            | 0            | 1          | 0          | —      | —      | —     | —     | 6     | 1     |
| Brentford       | Total        | Total             | 99     | 4      | 1            | 0            | 7          | 1          | —      | —      | 4     | 0     | 111   | 5     |
| Career total    | Career total | Career total      | 217    | 15     | 16           | 3            | 7          | 1          | 16     | 0      | 4     | 0     | 288   | 19    |

1. 1 2 3 4  Appearance(s) in UEFA Europa League
2. 1 2  Appearance(s) in Championship play-offs

### Quốc tế
Tính đến ngày 30 tháng 11 năm 2022
| Đội tuyển quốc gia | Năm  | Trận | Bàn |
| ------------------ | ---- | ---- | --- |
| Đan Mạch           | 2020 | 1    | 0   |
| Đan Mạch           | 2021 | 14   | 1   |
| Đan Mạch           | 2022 | 3    | 0   |
| Tổng               | Tổng | 18   | 1   |

Bàn thắng và kết quả của Đan Mạch được để trước.
| # | Ngày                | Địa điểm                               | Đối thủ | Bàn thắng | Kết quả | Giải đấu                 |
| - | ------------------- | -------------------------------------- | ------- | --------- | ------- | ------------------------ |
| 1 | 9 tháng 10 năm 2021 | Sân vận động Zimbru, Chișinău, Moldova | Moldova | 3–0       | 4–0     | Vòng loại World Cup 2022 |